# Denis Courtiade
Pour les articles homonymes, voir Courtiade.
Denis Courtiade, né le 3 août 1966 à Suresnes, est un maître d'hôtel français. Il est le directeur du restaurant gastronomique de l'hôtel Plaza Athénée à Paris depuis août 2000 (ex Alain Ducasse au Plaza Athénée, de 2000 à 2021 restaurant triplement étoilé au Guide Michelin.)

## Biographie

### Carrière
En 2000, il devient le Directeur du restaurant Alain Ducasse au Plaza Athénée. L'établissement remporte par la suite trois macarons au Guide Michelin

### En complément
- Travaux d'écriture, livre: "Accueillir"[2] avec Freddy Zerbib

### Titres & récompenses
- 2015 : il est le premier à recevoir le Prix de la Salle lors des Trophées du magazine Le Chef[3]
- 2017: reçoit le Prix du Guide Lebey pour le service innovant du fromage[4]
- 2018: il est honoré du Prix Mauviel 1830 -Meilleur Directeur de salle du Monde- remis par l'association: Les Grandes Tables du Monde[5]
- 2019: il est sacré Directeur de l'Année 2018/19 par le guide gastronomique Gault & Millau[6]
- 2020: il est fait Chevalier de l'ordre -des Arts et des Lettres- par le Ministre de la Culture Franck Riester[7]
- 2022: il est fait Chevalier dans l'ordre -du Mérite Agricole- par le Ministre de l'Agriculture Julien Denormandie[8]

## Juré de concours
Il participe en tant que membre de jury à divers concours professionnels, tel que le Trophée Paul Haeberlin, le challenge Frères Blanc, "Tables en fête" à l'Institut Paul Bocuse, ou le Trophée Frédéric Delair. De même, il fait partie du jury du concours de Meilleur Apprenti de France dans la catégorie Arts de la table et du service, ainsi qu'au Concours général des métiers.
Il a fondé un concours en partenariat avec l'école hôtelière de Poligny en 2009. Il défie les étudiants de niveau BTS hôtellerie Restauration option B Génie culinaire et Arts de la Table avec un sujet de recherche sur le métier de maître d'hôtel. Ce concours a été ouvert en 2014 au niveau national après validation des instances de l'Education Nationale.

## Partenariats avec les écoles hôtelières
Depuis de nombreuses années, Denis Courtiade travaille avec les instances de l'éducation nationale et les écoles hôtelières françaises et étrangères. Il anime des conférences sur le sujet dans certaines universités. Il parraine des promotions dans certains lycées,,.

## Publications
- Pour vous servir: Les secrets du "meilleur maître d'hôtel du monde", 2019, Éditions Alisio  (ISBN 2379350396)
- L'Hospitalité et le Mentorat: Il était une fois le restaurant de demain, 2022, Éditions BPI   (ISBN 978-2857089650)